# Panamerikanische Spiele 1975/Fußball
Zum siebten Mal wurde 1975 bei panamerikanischen Spielen ein Fußballturnier durchgeführt. Es fand in vier mexikanischen Städten, Mexiko-Stadt, Guadalajara, Toluca und Puebla zwischen dem 13. und dem 25. Oktober 1975 statt. Dreizehn Teams nahmen daran teil. Zunächst fanden zwei Runden mit Gruppenspielen im Ligasystem statt, danach gab es K.-o.-Spiele. Mexiko und Brasilien teilten sich den Erfolg. Der Brasilianer Cláudio Adão wurde mit 10 Toren Torschützenkönig. Der spätere Stürmerstar Real Madrids, Hugo Sánchez nahm als 17-Jähriger am Turnier teil und erzielte sieben Treffer.

## Teilnehmer
- Argentinien (Amateurmannschaft)
- Brasilien (Olympiamannschaft)
- Bolivien (Amateurmannschaft)
- Kanada (Olympiamannschaft)
- Costa Rica
- Kuba
- El Salvador
- Jamaika
- Mexiko (Olympiamannschaft)
- Nicaragua
- Trinidad und Tobago
- Uruguay (Olympiamannschaft)
- Vereinigte Staaten (Olympiamannschaft)

## Vorrunde

### Gruppe A
| Pl. | Land                | Sp. | S | U | N | Tore    | Diff. | Punkte |
| --- | ------------------- | --- | - | - | - | ------- | ----- | ------ |
| 1.  | Mexiko              | 2   | 2 | 0 | 0 | 009:200 | +7    | 04     |
| 2.  | Trinidad und Tobago | 2   | 1 | 0 | 1 | 002:600 | −4    | 02     |
| 3.  | Vereinigte Staaten  | 2   | 0 | 0 | 2 | 001:400 | −3    | 0      |

|                     |   |                     |     |
| Mexiko              | – | Trinidad und Tobago | 6:1 |
| Mexiko              | – | USA                 | 3:1 |
| Trinidad und Tobago | – | USA                 | 1:0 |

### Gruppe B
| Pl. | Land        | Sp. | S | U | N | Tore    | Diff. | Punkte |
| --- | ----------- | --- | - | - | - | ------- | ----- | ------ |
| 1.  | Argentinien | 2   | 2 | 0 | 0 | 008:000 | +8    | 04     |
| 2.  | Kanada      | 2   | 0 | 1 | 1 | 000:200 | −2    | 01     |
| 3.  | Jamaika     | 2   | 0 | 1 | 1 | 000:600 | −6    | 01     |

|             |   |         |     |
| Kanada      | – | Jamaika | 0:0 |
| Argentinien | – | Jamaika | 6:0 |
| Argentinien | – | Kanada  | 2:0 |

### Gruppe C
| Pl. | Land     | Sp. | S | U | N | Tore    | Diff. | Punkte |
| --- | -------- | --- | - | - | - | ------- | ----- | ------ |
| 1.  | Kuba     | 2   | 1 | 1 | 0 | 004:100 | +3    | 03     |
| 2.  | Bolivien | 2   | 1 | 0 | 1 | 001:300 | −2    | 02     |
| 3.  | Uruguay  | 2   | 0 | 1 | 1 | 001:200 | −1    | 01     |

|          |   |          |     |
| Kuba     | – | Bolivien | 3:0 |
| Kuba     | – | Uruguay  | 1:1 |
| Bolivien | – | Uruguay  | 1:0 |

### Gruppe D
| Pl. | Land        | Sp. | S | U | N | Tore    | Diff. | Punkte |
| --- | ----------- | --- | - | - | - | ------- | ----- | ------ |
| 1.  | Brasilien   | 3   | 3 | 0 | 0 | 019:100 | +18   | 06     |
| 2.  | Costa Rica  | 3   | 1 | 1 | 1 | 006:400 | +2    | 03     |
| 3.  | El Salvador | 3   | 1 | 1 | 1 | 004:300 | +1    | 03     |
| 4.  | Nicaragua   | 3   | 0 | 0 | 3 | 002:230 | −21   | 0      |

|             |   |             |      |
| El Salvador | – | Nicaragua   | 4:1  |
| Brasilien   | – | Costa Rica  | 3:1  |
| Costa Rica  | – | Nicaragua   | 5:1  |
| Brasilien   | – | El Salvador | 2:0  |
| Costa Rica  | – | El Salvador | 0:0  |
| Brasilien   | – | Nicaragua   | 14:0 |

## Zweite Runde

### Gruppe A
| Pl. | Land       | Sp. | S | U | N | Tore    | Diff. | Punkte |
| --- | ---------- | --- | - | - | - | ------- | ----- | ------ |
| 1.  | Mexiko     | 3   | 2 | 1 | 0 | 017:200 | +15   | 05     |
| 2.  | Costa Rica | 3   | 2 | 0 | 1 | 004:700 | −3    | 04     |
| 3.  | Kuba       | 3   | 1 | 1 | 1 | 005:300 | +2    | 03     |
| 4.  | Kanada     | 3   | 0 | 0 | 3 | 000:140 | −14   | 0      |

|        |   |            |       |
| Mexiko | – | Kanada     | 8:0   |
| Mexiko | – | Kuba       | 2:2   |
| Mexiko | – | Costa Rica | 7:0   |
| Kanada | – | Costa Rica | 3:3 1 |
| Kanada | – | Kuba       | 0:3 1 |

### Gruppe B
| Pl. | Land                | Sp. | S | U | N | Tore    | Diff. | Punkte |
| --- | ------------------- | --- | - | - | - | ------- | ----- | ------ |
| 1.  | Brasilien           | 3   | 2 | 1 | 0 | 013:000 | +13   | 05     |
| 2.  | Argentinien         | 3   | 2 | 1 | 0 | 009:100 | +8    | 05     |
| 3.  | Bolivien            | 3   | 1 | 0 | 2 | 003:110 | −8    | 02     |
| 4.  | Trinidad und Tobago | 3   | 0 | 0 | 3 | 002:150 | −13   | 0      |

|             |   |                     |     |
| Argentinien | – | Trinidad und Tobago | 5:1 |
| Brasilien   | – | Bolivien            | 6:0 |
| Brasilien   | – | Argentinien         | 0:0 |
| Bolivien    | – | Trinidad und Tobago | 3:1 |
| Argentinien | – | Bolivien            | 4:0 |
| Brasilien   | – | Trinidad und Tobago | 7:0 |

### Spiel um Bronze
|             |   |            |     |
| Argentinien | – | Costa Rica | 2:0 |

### Finale
|           |   |        |           |
| Brasilien | – | Mexiko | 1:1 n. V. |

Nachdem es nach der Verlängerung keinen Sieger gab, wurden beide zu Turniersiegern erklärt.